# Нюрнберг (аэропорт)
Аэропорт Нюрнберга  имени Альбрехта Дюрера — современный международный аэропорт среднеевропейского уровня, находящийся в городе Нюрнберг. Второй аэропорт по загруженности в Баварии. До апреля 2013 года являлся хабом Air Berlin. В здании аэропорта расположено несколько кафе, смотровая площадка и детский городок. 6 апреля 2008 года проходил праздник в честь 25-летия аэропорта.

## Авиакомпании и направления
| Авиакомпании                 | Направления |
| ---------------------------- | --- |
| Air France                   | Лион, Париж |
| Air Serbia                   | Ниш |
| Austrian Airlines            | Вена |
| Eurowings                    | Вена, Гамбург, Дюссельдорф, Ираклион, Пальма-де-Мальорка, Сплит                                                              |
| Germanwings                  | Гамбург |
| Helvetic Airways             | Цюрих |
| HOP!                         | Лион, Париж |
| KLM                          | Амстредам |
| Laudamotion                  | Пальма-де-Мальорка |
| LOT Polish Airlines          | Варшава |
| Luftfahrtgesellschaft Walter | Дюссельдорф |
| Lufthansa                    | Мюнхен, Франкфурт-на-Майне                                                                                                   |
| Lufthansa CityLine           | Мюнхен, Франкфурт-на-Майне                                                                                                   |
| Pegasus Airlines             | Анталья, Стамбул |
| Ryanair                      | Аликанте, Бари, Будапешт, Каунас, Краков, Мадрид, Малага, Мальта, Милан, Неаполь, Пальма-де-Мальорка, Пиза, Порту, Тель-Авив |
| SunExpress                   | Анталья, Измир |
| Swiss International Airlines | Цюрих |
| Turkish Airlines             | Стамбул |
| Vueling                      | Барселона |
| Wizz Air                     | Клуж, Сибиу, Бухарест |

## Транспорт
Аэропорт находится в 5 км к северу от города. До аэропорта можно добраться по линии U2 Нюрнбергского метрополитена или на автобусах.